# Boy Ecury
Segundo Jorge Adelberto (Boy) Ecury (Oranjestad (Aruba), 23 april 1922 - Den Haag, 6 november 1944) was een Arubaans-Nederlandse verzetsstrijder in Nederland tijdens de Tweede Wereldoorlog.

## Jeugd en opleiding
Ecury werd geboren als zevende van dertien kinderen uit een katholieke familie als zoon van de welgestelde zakenman Nicasio Segundo 'Dundun' Ecury en Ana Paulina Wilhelmina Ernst. Nydia Ecury was zijn zus. Zij bewoonden een villa in de Schelpstraat, beter bekend als het Groene Huis. Na zijn middelbareschooltijd vertrok Boy in 1937 naar Nederland waar hij een handelsdiploma behaalde op het Instituut Saint-Louis in Oudenbosch.

## Verzetsactiviteiten
Ecury stelde zich, geconfronteerd met het geweld, de ellende, overheersing en discriminatie, fel en provocerend op jegens de bezetter. Dit leidde ertoe dat hij reeds vanaf het begin van de oorlog actief in het verzet was, aanvankelijk samen met zijn beste vriend, Luis de Lannoy, een medestudent uit Curaçao waar later ook Delfincio Navarro zich bij voegde. Ze communiceerden in het Papiaments via brieven en samen met hem pleegde Ecury aanslagen op met brandbommen volgeladen Duitse vrachtauto's, liet treinen ontsporen, hielp onderduikers en geallieerde piloten in Tilburg en voerde verschillende andere sabotageacties uit voor de knokploegen in Den Haag.

## Onderduiken en gevangenisoverval
In 1942 moest hij uit Tilburg weg omdat het daar te gevaarlijk voor hem werd. Hij dook onder op verschillende adressen in Oisterwijk, Delft en Rotterdam en sloot zich aan bij een verzetsgroep in Oisterwijk. Toen zijn vriend De Lannoy na verraad 10 februari 1944 werd gearresteerd deed Boy een poging om hem uit de gevangenis in Utrecht te bevrijden maar dat mislukte. Hierna begon Ecury met zijn donkere uiterlijk ook in Oisterwijk te veel op te vallen. Hij sloot zich eind 1944 aan bij de knokploegen in Den Haag waar hij acties voorbereidde en pleegde, waaronder een liquidatie op een lid van de NSB.

## Arrestatie en executie
Op zondag 5 november 1944, nadat hij de hoogmis in de H. Elisabethparochie had bezocht, werd Boy Ecury in Rotterdam, met wapens op zak, gearresteerd. Dit gebeurde vlak voor het gebouw van de Sicherheitsdienst (SD). Hij was verraden door een bekende, Kees Bitter. Hij werd overgebracht naar de gevangenis het Oranjehotel te Scheveningen. Ecury werd op 6 november 1944 op de Waalsdorpervlakte gefusilleerd. In 1947 werd zijn stoffelijk overschot met militaire eer op Aruba herbegraven.

## Vernoemingen en nalatenschap

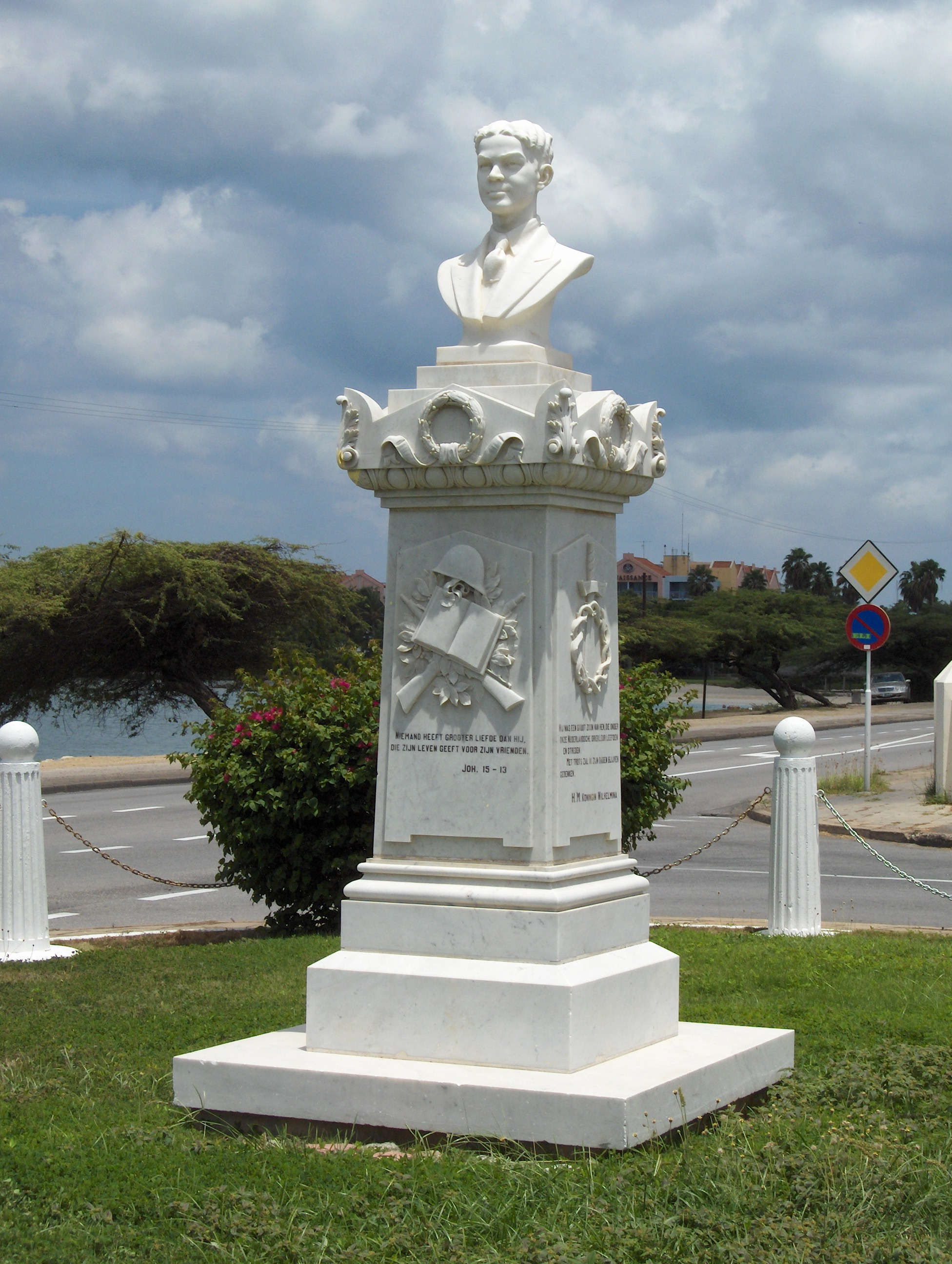
Standbeeld Boy Ecury in Oranjestad

Op Curaçao is de "Boy Ecuryweg" naar hem vernoemd en in november 1949 werd op de Lloyd G. Smith boulevard in Oranjestad te Aruba een standbeeld van hem onthuld.  
In 1984 kreeg Ecury postuum het Verzetsherdenkingskruis. 
Zijn neef, de cineast Ted Schouten, maakte begin jaren tachtig voor TeleAruba een televisiedocumentaire over het leven van Ecury en ook schreef hij een boek over hem, dat in 1985 verscheen en in 2000 door de Arubaanse regering werd heruitgegeven, Boy Ecury, een Antilliaanse jongen in het verzet. In 2003 maakt de cineast Frans Weisz met medewerking van Ted Schouten een film over het leven van Ecury. In de in 2014 uitgebrachte film Schaduwspel wordt zijn rol vertolkt door Jennau-Jean Louis.
In 2010 besloot het gemeentebestuur van Oisterwijk een straat naar Ecury te vernoemen. In 2017 volgde Amsterdam dat een brug naar hem vernoemde. De Boy Ecury-mural, een kunstwerk van Esmeralda Kelly, werd tijdens de Aruba Art Fair 2022 in San Nicolas onthuld.
In het oorlogsmuseum in Oranjestad is een deel van de permanente expositie gewijd aan het leven van Boy Ecury.

## Boeken en films
- Boy Ecury, een Antilliaanse jongen in het verzet, Ted Schouten, ISBN 90-5730-242-X, Walburg Pers, 1985.
- Boy Ecury, een Antilliaanse jongen in het verzet, filmdocumentaire door Ted Schouten, 1985.
- Boy Ecury, speelfilm, regisseur Frans Weisz, 2003. Gouden Kalf 2003; Columbine Award USA 2004.
- Guia di Investigacion historico di Boy Ecury/Onderzoeksgids van de geschiedenis van Boy Ecury, Daniella Britt, Fundacion Amigonan di Archivo, Aruba 2019.